# Angrobia anodonta
Angrobia anodonta é uma espécie de gastrópode  da família Hydrobiidae.
É endémica da Austrália.